# Distretto di Demre
Il distretto di Demre (in turco Demre ilçesi, in precedenza chiamato Kale) è uno dei distretti della provincia di Adalia, in Turchia.